# Ladj Ly
Ladj Ly (* 3. ledna 1978 Mali) je francouzský režisér, scenárista a herec. Jeho nejznámějším snímkem je film Bídníci, za nějž získal mnoho cen, mimo jiné i Césara pro nejlepší film, cenu poroty na Filmovém festivalu v Cannes a byl nominován na Oscara v kategorii nejlepší zahraniční film.

## Životopis
Jeho rodiče jsou původem z Mali. Vyrostl ve francouzském městě Montfermeil, nacházejícím se poblíž Paříže. Už v dětství jej nadchly filmy, vystudoval obor multimédia. První filmy natáčel ve své čtvrti s kamarády Kimem Chapironem, Romainem Gavrasem a JRem, pozdějšími známými režiséry a tvůrci skupiny Kourtrajmé.
V roce 2009 byl s přáteli zapojen do kauzy vyhrožování, která mu v březnu 2011 vynesla trest odnětí svobody. V letech 2011 a 2012 byl rovněž odsouzen za urážku veřejného činitele a násilí proti politikovi Xavierovi Lemoineovi.
Televizní záběry policejního násilí jej inspirovali k napsání krátkého filmu Bídníci. Krátký film získal řadu ocenění, včetně ceny na Mezinárodním festivalu krátkých filmů v Clermont-Ferrand a nominaci na Césara v kategorii nejlepší krátkometrážní film. Na základě tohoto krátkého filmu o rok později natočil stejnojmenný celovečerní film.

## Filmografie

### Jako režisér

#### Dokumenty
- 2007: 365 jours à Clichy-Montfermeil
- 2014: 365 jours au Mali, režíroval spolu se Saïdem Belktibiou
- 2016: À voix haute – La force de la parole (televizní verze, vysílala se na France 2), režíroval spolu se Shéphanem de Freitasem
- 2017: À voix haute – La force de la parole (delší verze pro kina – 109 min), režíroval spolu se Shéphanem de Freitasem
- 2017: Chroniques de Clichy-Montfermeil, režíroval spolu s JRem

#### Filmy
- 2008: Go Fast Connexion, krátkometrážní film
- 2017: Bídníci, krátkometrážní film
- 2019: Bídníci

### Jako herec
- 2006: Satan, režie Kim Chapiron: Ladj
- 2010: Náš den přijde, režie Romain Gavras: mladík
- 2018: Le Monde est à toi, režie Romain Gavras: Paoudré
- 2019: Sakho & Mangane, režie Jean-Luc Herbulot (TV seriál): Victor

### Jako scenárista
- 2022: Athena, režie Romain Gavras

## Ocenění a nominace

### Ocenění
- Festival 2 Valenciennes 2017: Cena studentů za film À voix haute – La force de la parole
- Mezinárodní filmový festival Almería 2017: nejlepší umělecké vedení za film Bídníci
- Art for Peace Festival 2018: nejlepší fikce za film Bídníci
- Mezinárodní festival krátkých filmů v Clermont-Ferrand 2017: Cena Canal+ za film Bídníci
- Filmový festival v Cannes 2019: Cena poroty za film Bídníci
- Lumièrova cena 2020: Ceny Nejlepší film a Nejlepší scénář za film Bídníci
- César 2020:
  - César pro nejlepší film za film Bídníci
  - Divácký César

### Nominace
- César 2018:
  - César pro nejlepší krátkometrážní film za film Bídníci
  - César pro nejlepší dokument za film À voix haute – La force de la parole
- César 2020:
  - César pro nejlepšího režiséra
  - César pro nejlepší původní scénář
  - César pro nejlepší filmový debut